# 世田谷区立東玉川小学校
世田谷区立東玉川小学校（せたがやくりつ ひがしたまがわしょうがっこう）は、東京都世田谷区奥沢1丁目にある区立小学校。

## 沿革
- 1951年（昭和26年）
  - 4月1日 - 東京都世田谷区立東玉川小学校創立。
  - 4月5日 - 奥沢小学校講堂にて、最初の始業式と第1回入学式挙行。開校時点の児童数は4学年までの394名で、学級数は8学級。
  - 6月21日 - 落成式と開校式挙行。
- 1953年（昭和28年）7月22日 - 校歌完成。
- 1954年（昭和29年）3月25日 - 第1回卒業式挙行。最初の卒業生は112名。
- 1961年（昭和36年）6月20日 - 開校10周年記念式典挙行。
- 1967年（昭和42年）8月1日 - プール完成。
- 1969年（昭和44年）3月14日 - 屋内体育館完成。
- 1975年（昭和50年）6月16日 - 鉄筋校舎完成。
- 1976年（昭和51年）
  - 2月10日 - 第一期・第二期校舎落成記念式典挙行。
  - 10月30日 - 自然教材園完工式挙行。
- 1978年（昭和53年）3月31日 - 第三期校舎増築工事完成。
- 1981年（昭和56年）6月20日 - 開校30周年記念式典挙行。
- 1987年（昭和62年）3月10日 - 体育館改修工事完成。
- 1988年（昭和63年）12月31日 - ランチルーム改修工事完成。
- 1991年（平成3年）6月29日 - 開校40周年記念式典挙行。
- 1995年（平成7年）9月21日 - パソコンルーム設置（パソコン導入）。
- 1997年（平成9年）3月12日 - プール改修工事完了。
- 1999年（平成11年）
  - 1月29日 - 自然教材園改修工事完了。
  - 4月5日 - 新BOP室工事完了。
- 2001年（平成13年）
  - 8月25日 - 校庭改修工事完了。
  - 11月17日 - 開校50周年記念式典挙行。
- 2004年（平成16年）
  - 3月24日 - 屋上花壇完成（第1期）。
  - 4月1日 - 第2音楽室を普通教室に改築。
- 2006年（平成18年）6月20日 - 開校55周年記念式典挙行。
- 2007年（平成19年）
  - 1月20日 - 屋上西側防水工事完了。
  - 1月31日 - 屋上西側花壇及び灌(かん)水設備完成。
  - 8月31日 - 校舎及び体育館外壁改修完了。
- 2008年（平成20年）
  - 3月31日 - オープンルームを普通教室に改修。
  - 8月31日 - 校舎冷房設備完了。
- 2011年（平成23年）10月1日 - 開校60周年記念式典挙行。
- 2013年（平成25年）7月1日 - タブレットパソコン・無線LAN設備を導入。
- 2014年（平成26年）
  - 8月20日 - 廊下補修工事完了。
  - 8月31日 - 校庭水道直結工事完了。
- 2018年（平成30年）8月31日 - 給食室空調設備設置。
- 2020年（令和2年）
  - 2月28日 - 体育館空調設備設置完了。
  - 8月31日 - 体育館耐震工事完了
- 2021年（令和3年）
  - 6月21日 - 校舎耐震工事。
  - 10月9日 - 開校70周年記念行事開催。

## 学区
出典
- 奥沢1丁目（1番～5番・13番～21番・27番～29番・38番～49番・57番～65番）
- 東玉川1丁目（1番～27番）
- 東玉川2丁目（1番～18番）

## 進学先中学校
出典
- 世田谷区立奥沢中学校

## 交通
- 東急バス「多摩01」系統で、「東玉川交番前」停留所より、
  - のりば1（多摩川駅行）から、徒歩約560m・約8分。
  - のりば2（東京医療センター行）から、徒歩約545m・約8分。
- 東急電鉄池上線石川台駅より、
  - 五反田方面行のりばから、徒歩約680m・約11分。
  - 雪が谷大塚・蒲田方面行のりばから、徒歩約690m・約11分。
- 学校ホームページ内「アクセスマップ」には、東急大井町線緑が丘駅と東急目黒線奥沢駅からのアクセスについての記載もある。

## 学校周辺
本校は世田谷・大田・目黒3区の区境線付近に位置する。
- 世田谷区立南奥沢保育園 - 進学前保育園のひとつ
- セブンイレブン大田区石川町2丁目店（大田区に所在） - 道路をはさんで、敷地が隣接。
- 大田区立石川台中学校（大田区に所在） - 道路をはさんで、敷地が隣接。本校と石川台中学校の間は、世田谷・大田の区境線となっている。
- 大田区立石川公園（大田区に所在）
- 呑川（大田区内を流れる）
- 大音寺
- 宗教法人大音寺白菊幼稚園 - 進学前幼稚園のひとつ
- 世田谷区立奥沢中学校 - 公立中学校に進学する場合の主な進学先中学校。
- このほか、中小規模のマンション・アパートなども点在する。